# Tetraophasis obscurus
Tetraophasis obscurus là một loài chim trong họ Phasianidae.